# Gnatholebias
 Gnatholebias  és un gènere de peixos de la família Rivulidae i de l'ordre dels ciprinodontiformes.

## Taxonomia
- Gnatholebias zonatus (Myers, 1935)